# Matthias Asche
Matthias Asche (* 16. Mai 1969 in Hamburg) ist ein deutscher Historiker mit Schwerpunkt in der Frühen Neuzeit.

## Leben
Als Sohn eines Friseurmeisters geboren, besuchte Matthias Asche die Sankt-Ansgar-Schule in Hamburg und studierte nach dem Abitur von 1988 bis 1993 Geschichte, Politikwissenschaft und Deutsch an den Universitäten Osnabrück, Wien und Rostock. Von 1995 bis 1997 war er Wissenschaftlicher Mitarbeiter an der Universität Tübingen. 1997 wurde er dort mit der Arbeit Von der reichen hansischen Bürgeruniversität zur armen mecklenburgischen Landeshochschule. Das regionale und soziale Besucherprofil der Universitäten Rostock und Bützow in der frühen Neuzeit (1500–1800) unter der Betreuung von Anton Schindling zum Dr. phil. promoviert. Von 1997 bis 2003 war Asche Wissenschaftlicher Assistent, ebenfalls an der Universität Tübingen. 2003 wurde er dort mit der Schrift Neusiedler im verheerten Land. Kriegsfolgenbewältigung, Migrationssteuerung und Konfessionspolitik im Zeichen des Landeswiederaufbaus. Die Mark Brandenburg nach den Kriegen des 17. Jahrhunderts habilitiert.
Danach war er von 2003 bis 2011 als Hochschuldozent an der Universität Tübingen tätig, unterbrochen von Lehrstuhlvertretungen an der Universität Jena im Wintersemester 2005/06 und im akademischen Jahr 2007/08. 2006 ernannte ihn die Universität Tübingen zum außerplanmäßigen Professor. Seit 2011 war er Akademischer Rat auf Zeit.
Im Sommersemester 2015 und Wintersemester 2015/16 vertrat Matthias Asche den Lehrstuhl „Kulturgeschichte der Neuzeit“ an der Universität Potsdam. Seit dem Wintersemester 2016/17 hat er die Professur für „Allgemeine Geschichte der Frühen Neuzeit“ an der Universität Potsdam inne.
Asche ist Mitglied der katholischen Studentenverbindungen A.V. Widukind Osnabrück, A.V. Cheruskia Tübingen, beide im CV, und K.Ö.St.V. Nibelungia Wien im ÖCV. Er ist Mitglied der Historischen Kommission zu Berlin und der Vereinigung für Verfassungsgeschichte.
Matthias Asche ist verheiratet und hat einen Sohn.

## Auszeichnungen
- Preis der Geschichtswissenschaftlichen Fakultät der Universität Tübingen für die Buchveröffentlichung seiner Dissertation
- 2006: Forschungsförderpreis der Universität Tübingen, gestiftet von der Commerzbank-Stiftung (für die Habilitationsschrift)[6]

## Schriften (Auswahl)
Publikationsverzeichnis: Matthias Asche
- Von der reichen hansischen Bürgeruniversität zur armen mecklenburgischen Landeshochschule. Das regionale und soziale Besucherprofil der Universitäten Rostock und Bützow in der Frühen Neuzeit (1500–1800). Steiner, Stuttgart 2000, ISBN 3-515-07323-X (zugleich: Dissertation, Universität Tübingen, 1997); 2., durchgesehene Auflage 2010, ISBN 978-3-515-09264-7.
- Hrsg., mit Anton Schindling: Das Strafgericht Gottes. Kriegserfahrungen und Religion im Heiligen Römischen Reich Deutscher Nation im Zeitalter des Dreißigjährigen Krieges: Beiträge aus dem Tübinger Sonderforschungsbereich „Kriegserfahrungen – Krieg und Gesellschaft in der Neuzeit“. Aschendorff, Münster 2001; 2., durchgesehene Auflage 2002, ISBN 3-402-05910-X.
- Hrsg., mit Anton Schindling: Dänemark, Norwegen und Schweden im Zeitalter der Reformation und Konfessionalisierung. Nordische Königreiche und Konfession 1500 bis 1660. (= Katholisches Leben und Kirchenreform im Zeitalter der Glaubensspaltung. Vereinsschriften der Gesellschaft zur Herausgabe des Corpus Catholicorum; Heft 62), Aschendorff, Münster 2003, ISBN 3-402-02983-9.
- Neusiedler im verheerten Land. Kriegsfolgenbewältigung, Migrationssteuerung und Konfessionspolitik im Zeichen des Landeswiederaufbaus. Die Mark Brandenburg nach den Kriegen des 17. Jahrhunderts. Aschendorff, Münster 2006, ISBN 3-402-00417-8 (zugleich: Habilitationsschrift, Universität Tübingen, 2003).
- Hrsg., mit Michael Herrmann, Ulrike Ludwig und Anton Schindling: Krieg, Militär und Migration in der Frühen Neuzeit. Lit, Berlin 2008, ISBN 978-3-8258-9863-2.
- Hrsg., mit Markus A. Denzel und Matthias Stickler: Religiöse und konfessionelle Minderheiten als wirtschaftliche und geistige Eliten (16. bis frühes 20. Jahrhundert). Scripta Mercaturae, Sankt Katharinen 2009, ISBN 978-3-89590-177-5.
- Hrsg., mit Werner Buchholz und Anton Schindling: Die baltischen Lande im Zeitalter der Reformation und Konfessionalisierung. Estland, Livland, Ösel, Ingermanland, Kurland und Lettgallen. Stadt, Land und Konfession 1500–1721. 4 Teile. Aschendorff, Münster 2009–2012, DNB 996992375.
- Hrsg., mit Marco Kollenberg und Antje Zeiger: Halb Europa in Brandenburg. Der Dreißigjährige Krieg und seine Folgen. Lukas Verlag, Berlin 2020, ISBN 978-3-86732-323-9.
- Hrsg., mit Werner Buchholz, Mathias Niendorf, Patrick Schiele und Anton Schindling: Protestantismus in den baltischen Landen und in Litauen: Nation und Konfession vom 16. Jahrhundert bis 1918. Aschendorff, Münster 2021, ISBN 978-3-40211-597-8.